# 自由感應衰減
自由感應衰減(free induction decay, FID)是核磁共振(NMR)與磁振造影(MRI)中最簡單的信號形式。受激發的核種對磁振頻譜儀或磁振造影掃瞄器的射頻線圈造成感應電流而產生訊號，並且因發生弛緩而使訊號強度逐漸衰減至零，這種逐漸衰減的訊號即稱為「自由感應衰減」。
在多數液體情形下，整個信號形式是振幅呈指數衰減的振盪信號，信號頻率為該原子核在如此強度的主磁場下所具有的共振頻率——稱為拉莫頻率。訊號的振盪反映了磁化強度在垂直主磁場方向(稱為橫向)的平面上進動(旋進)；衰減則反映了橫向上的弛緩現象。在固體情形，衰減函數則變得複雜，成為高斯函數、羅侖茲函數與正弦函數的混合。
自由感應衰減的訊號在一核種一激發後就開始會有訊號，然而最前的一段卻不能收取訊號，稱為「空白時間」(dead time)。理由是這段時間內仍殘留相當強度的激發射頻脈衝尾波，對於同樣是射頻波段的自由感應衰減會造成遮蓋。
自由感應衰減形式的訊號在收取之後，會進行傅立葉變換成為磁振頻譜以做分析。

## 外部連結
- （英文）MR-TIP--Free Induction Decay （页面存档备份，存于）